# Herste
Herste ist ein Stadtteil von Bad Driburg im Kreis Höxter, Nordrhein-Westfalen. Das Dorf liegt im Aatal, hat 851 Einwohner und ist überregional insbesondere als Glasindustrie-Standort bekannt.

## Geografie
Herste befindet sich am östlichen Rand der Stadt Bad Driburg etwa 8 Kilometer von der Kernstadt entfernt. Direkt benachbart sind Driburg, Alhausen und Siebenstern (ein Walddorf in Dringenberg) sowie die Brakeler Ortsteile Istrup und Schmechten. 
Die drei Bäche Aa, Katzbach und Hellebach durchziehen den Ortskern und sorgen immer wieder für Überschwemmungen. Mit knapp 147 m NN befindet sich in Herste an der Kläranlage am Aabach der tiefste Punkt von Bad Driburg. Zur Gemarkung Herste gehört das an der Aa gelegene Naturschutzgebiet Satzer Moor.

## Geschichte

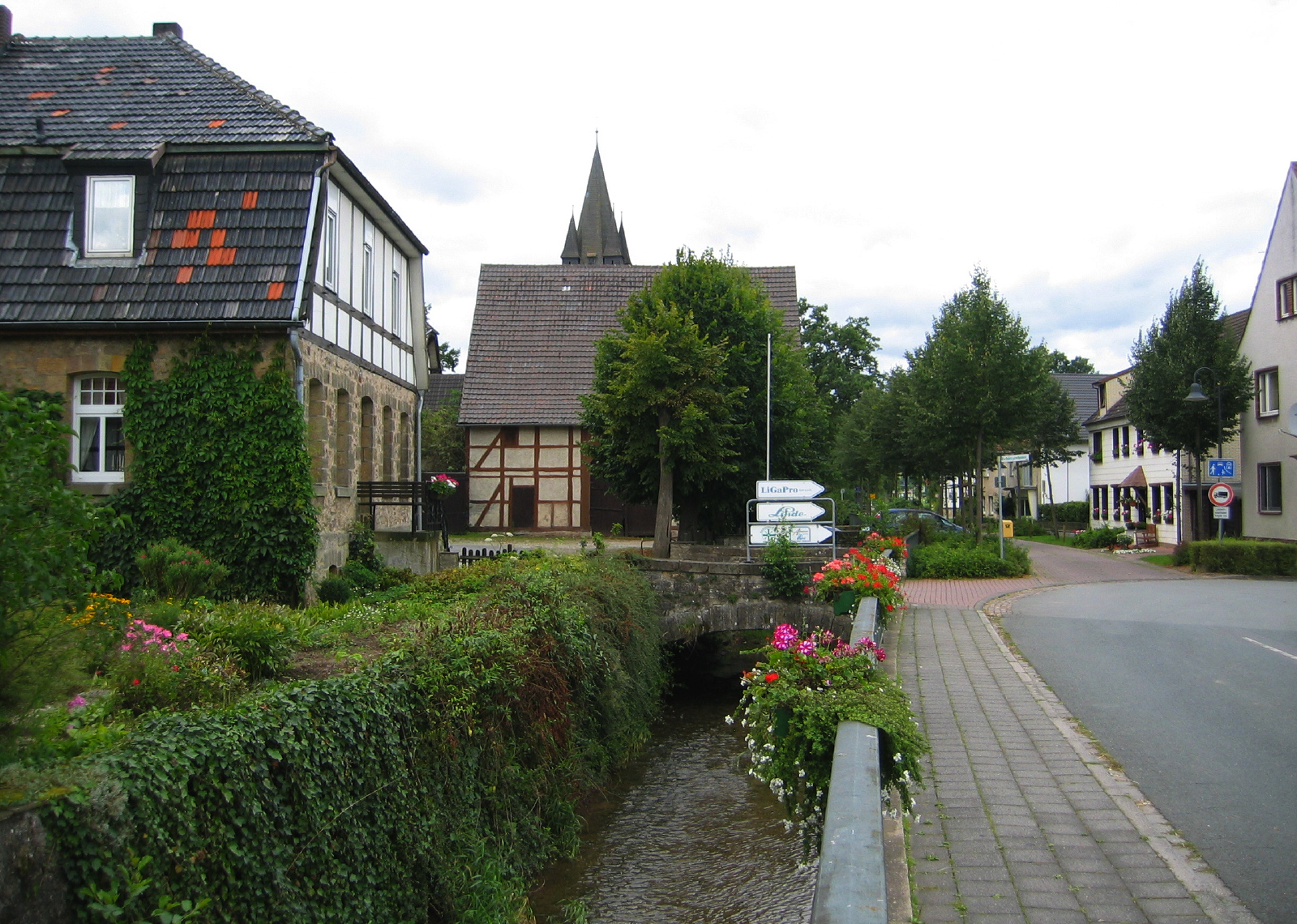
Der Katzbach fließt durch Herste, im Hintergrund der Turm der St.-Urbanus-Kirche, 2006

Erstmals urkundlich erwähnt wurde das Dorf 850. Der heutige Ortsname leitet sich eventuell, zumindest der Sage nach, von Heeresstelle im Sinne eines Heerlagers ab.
Bei einem Großbrand im Dorf wurden 1687 die „Kelterburg“ sowie 60 Wohnhäuser zerstört.
Herste gehörte bis zu den Napoleonischen Kriegen zur Gografschaft Brakel im Hochstift Paderborn. Im Königreich Westphalen bildete Herste von 1807 bis 1813 eine Gemeinde im Kanton Driburg des Distrikts Höxter im Departement der Fulda und fiel dann an Preußen. 1816 kam die Gemeinde zum neuen Kreis Brakel und 1832 zum Kreis Höxter, in dem sie zum Amt Driburg gehörte.
1894 wurde die erste große Kohlensäurequelle in Herste angebohrt. Der „Riesensprudel“ bildete eine wesentliche Grundlage für den wirtschaftlichen Aufschwung des Ortes. Als „Gründer der Kohlensäureindustrie“ fungierte in Herste der Unternehmer Carl Gustav Rommenhöller.
Die St.-Urbanus-Kirche wurde in den Jahren 1907 und 1908 errichtet.
Ein Jahr nach dem Tod von Carl Gustav Rommenhöller wurde 1932 das Rommenhöller-Denkmal am südlichen Ortsrand eingeweiht. 
Zum 1. Januar 1970 wurde die Gemeinde Herste gemeinsam mit weiteren Orten des Amtes Driburg durch das Gesetz zur Neugliederung des Kreises Höxter in die Stadt Bad Driburg eingegliedert.
Seit 1979 befindet sich nordöstlich des Herster Ortskerns zwischen Aa und Eisenbahnstrecke die Großkläranlage der Stadt Bad Driburg. Die Grundschule Herste wurde 1997 geschlossen.

## Politik
Vorsitzender des Bezirksausschusses Herste ist Andress Tewes von der CDU.
Eine aus Kontakten zwischen den Sportvereinen hervorgegangene Städtefreundschaft besteht seit 1973 zwischen Bad Driburg-Herste und Gillingham in Dorset, England.

## Wirtschaft und Infrastruktur

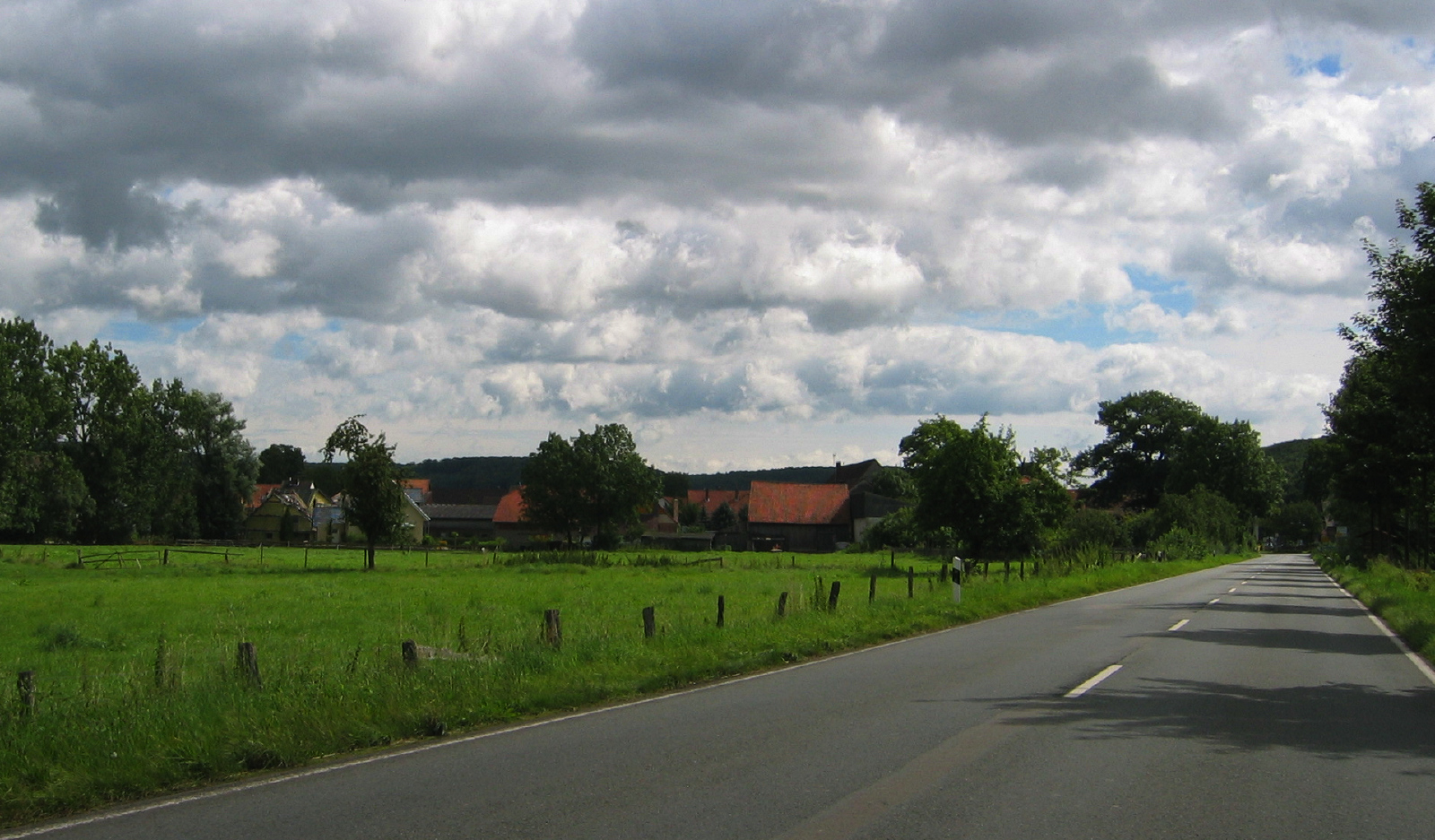
Blick entlang der Heristiestraße von Westen auf Herste, 2007

### Verkehr
Herste liegt an der Bundesstraße 64 (Telgte–Paderborn–Bad Driburg–Brakel–Höxter–Holzminden–Seesen). Der am südlichen Ortsrand entlang führende Abschnitt der B 64 wurde als Umgehungsstraße 1995 für den Verkehr freigegeben, zuvor führte die überörtliche Verbindungsstraße mitten durchs Dorf.
Das regionale Busunternehmen BahnBus Hochstift (BBH) im Nahverkehrsverbund Paderborn-Höxter (NPH) verbindet Herste mit Bad Driburg und Brakel, von wo aus eine Weiterreise mit weiteren Buslinien oder der Bahn möglich ist. 
Am nördlichen Ortsrand verläuft die Bahnstrecke Altenbeken–Kreiensen („Eggebahn“). Seit der Stilllegung des Bahnhofs Herste Anfang der 1980er Jahre ist eine Bahnreise jedoch nur noch ab den nahegelegenen Bahnhöfen Bad Driburg oder Brakel möglich.

### Unternehmen
Nordwestlich vom Herster Ortskern befindet sich ein großes Industrie- und Gewerbegebiet. In diesem sind u. a. die beiden vorwiegend im Glashandel tätigen Traditionsunternehmen glaskoch (Marke „Leonardo“) und Ritzenhoff & Breker („R&B“) ansässig. In Herste befindet sich darüber hinaus der Hauptsitz des Logistikunternehmens Arens Spedition, das an vier Standorten insgesamt über 200 Mitarbeiter hat.
Die im Herster Bereich vorkommenden großen Kohlensäurevorkommen wurden früher vom „Rommenhöllerwerk“ der CG Rommenhöller AG gefördert und abgefüllt. Heute befindet sich die Herster Produktion im Besitz der Linde AG (Geschäftsbereich Linde Gas).

## Kultur und Sehenswürdigkeiten

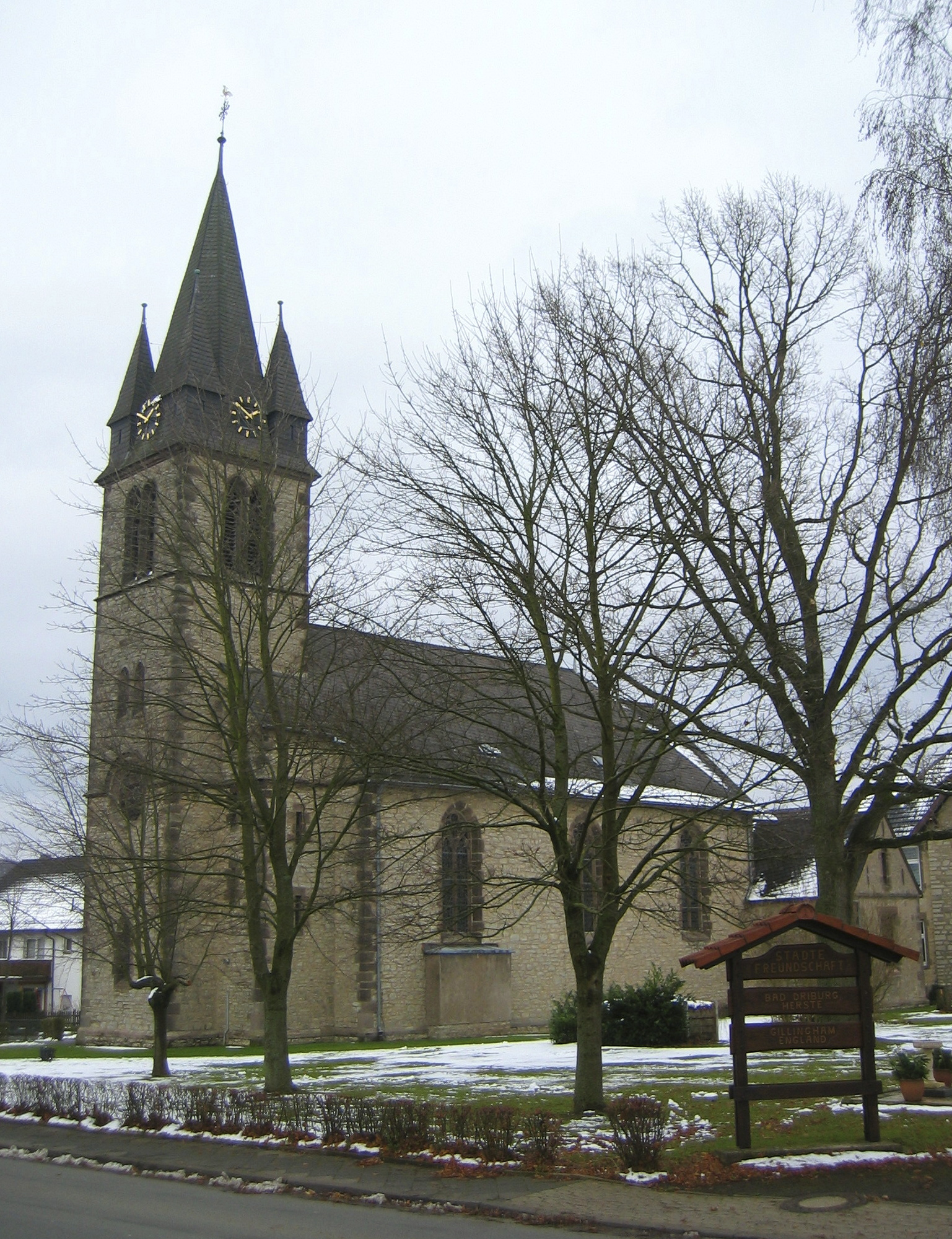
St.-Urbanus-Kirche

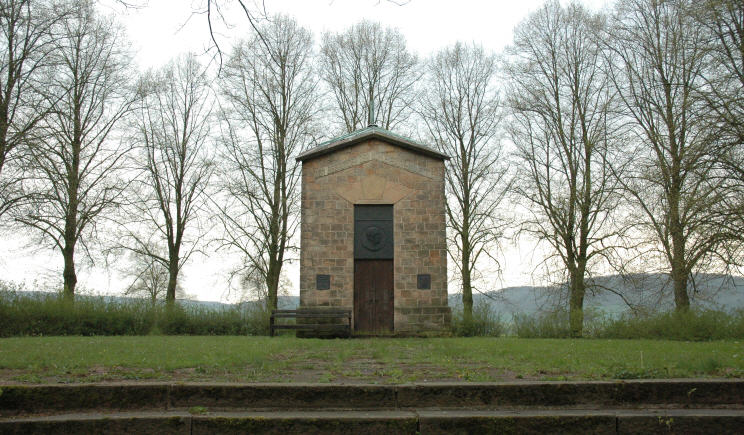
Rommenhöller-Denkmal

Von kulturhistorischer Bedeutung sind in Herste die St.-Urbanus-Kirche, das Rommenhöller-Denkmal (für Carl Gustav Rommenhöller), einige alte Fachwerkhäuser und ein Marien-Bildstock. 
Seit seiner Eröffnung 2007 ist im Herster Industriegebiet der „Leonardo Glass Cube“, ein Ausstellungs- und Veranstaltungsgebäude der Firma glaskoch, Ziel von Glaskunst-, Design- und Architekturinteressierten.
Lokale Bedeutung hat der „Kohlensäuremann“, eine von Franz Freytag gefertigte und Anfang des 21. Jahrhunderts am Lindeneck aufgestellte, markante Holzfigur, die an die Bedeutung der Kohlensäureproduktion für Herste erinnert. Ebenfalls am Lindeneck steht der örtliche Maibaum.

### Vereine

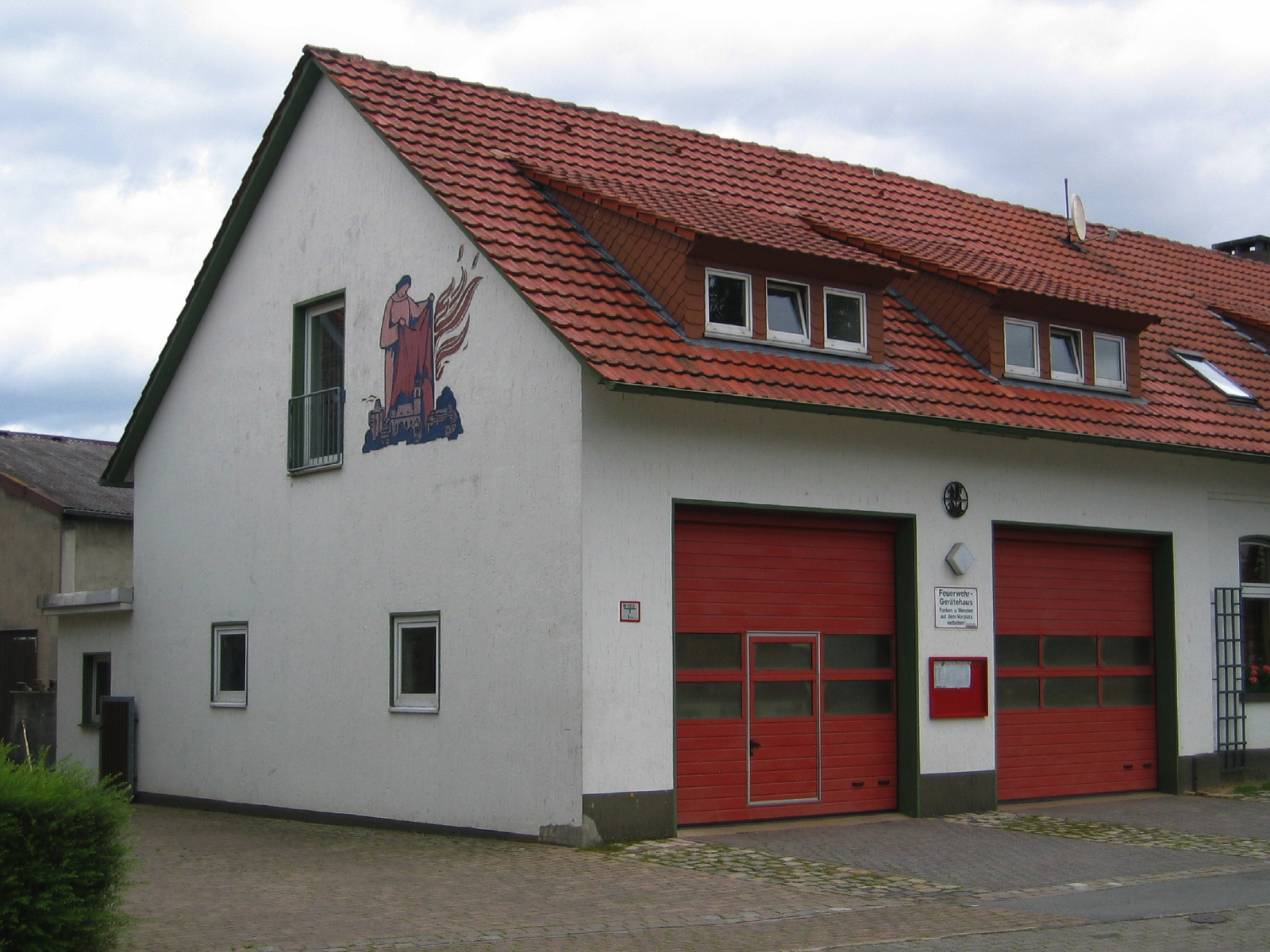
Feuerwehrhaus der Freiwilligen Feuerwehr, Löschgruppe Herste, 2006

Im Dorf gibt es verschiedene Vereine. Vor Ort aktiv sind u. a. die Freiwillige Feuerwehr (Löschgruppe Herste der FF Bad Driburg), der Sportverein „SV 13 Herste“, die „Schützenbruderschaft St. Urbanus Herste“, der Musikverein „MV 1923 Herste“, der Heimatverein Herste, der Spielmannszug „Blau-Weiss Herste 1956“, ein Fischereiverein, ein Taubenverein, die KLJB-Ortsgruppe Herste, die kfd-Gruppe Herste und der Betreiberverein des „Bürgerhaus Herste“.